# Monrovia (Indiana)
Monrovia es un pueblo ubicado en el condado de Morgan en el estado estadounidense de Indiana. En el Censo de 2010 tenía una población de 1063 habitantes y una densidad poblacional de 231,49 personas por km².

## Geografía
Monrovia se encuentra ubicado en las coordenadas 39°34′59″N 86°28′35″O / 39.58306, -86.47639. Según la Oficina del Censo de los Estados Unidos, Monrovia tiene una superficie total de 4,59 km², de la cual 4,59 km² corresponden a tierra firme y (0,06%) 0,0 km² es agua.

## Demografía
Según el censo de 2010, había 1063 personas residiendo en Monrovia. La densidad de población era de 231,49 hab./km². De los 1063 habitantes, Monrovia estaba compuesto por el 97,27% blancos, el 1,41% eran afroamericanos, el 0,09% eran amerindios, el 0,56% eran asiáticos, el 0% eran isleños del Pacífico, el 0,19% eran de otras razas y el 0,47% pertenecían a dos o más razas. Del total de la población el 1,22% eran hispanos o latinos de cualquier raza.